# Вільям Раян
Вільям Раян (англ. William Ryan; нар. 23 грудня 1988) — австралійський яхтсмен, олімпійський чемпіон 2020 року, срібний призер Олімпійських ігор 2016 року.

## Виступи на Олімпіадах
| Олімпіада           | Дисципліна | Місце |
| ------------------- | ---------- | ----- |
| Ріо-де-Жанейро 2016 | Клас 470   | 2     |
| Токіо 2020          | Клас 470   | 1     |

## Зовнішні посилання
- Вільям Раян — олімпійська статистика на сайті Sports-Reference.com (англ.) (архівна версія)